# 1,2,3-triazol
1,2,3-triazolul este un compus heterociclic aromatic din clasa triazolilor, cu formula chimică C2H3N3. Este izomer cu 1,2,4-triazolul.
Poate fi utilizat ca nucleu bioizoster în chimia farmaceutică, apărând în structura unor medicamente (de exemplu, tazobactam).

## Proprietăți
1,2,3-triazolul prezintă doi tautomeri, 2H-1,2,3-triazolul fiind tautomerul majoritar în soluție apoasă: